# Tranvia Como-Cernobbio-Maslianico-Ponte Chiasso
La tranvia Como-Cernobbio-Maslianico-Ponte Chiasso era una linea tranviaria interurbana a trazione elettrica, che collegava alla città di Como i centri abitati italiani della valle del Breggia.

## Storia

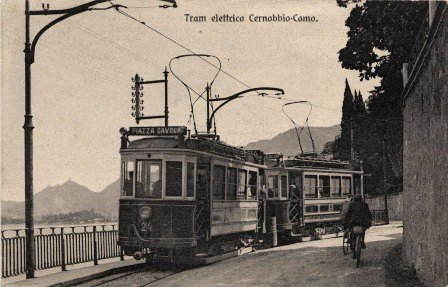
Cernobbio, tram sulla strada lungolago

La Società Anonima Trams Elettrici Comensi (SATEC), che a partire dal 1906 aveva assunto l'esercizio della rete tranviaria di Como, fu incaricata di realizzare una rete di linee extraurbane per collegare il capoluogo con i principali centri limitrofi, fra le quali la Como-Cernobbio-Maslianico, allo scopo di servire Cernobbio e le località minori poste nella valle del Breggia.
La costruzione di tale linea venne approvata nel 1909, e la stessa venne attivata il 6 luglio 1910 fino a Cernobbio e da qui a Maslianico l'anno successivo, il 19 ottobre 1911.
Nel frattempo il 16 febbraio 1908 la Società Elettrica Comense Alessandro Volta (SECAV) aveva incorporato la SATEC, mantenendo il proprio nome e acquisendo direttamente l'esercizio tranviario; quale direttore fu confermato l'ingegner Giuseppe Pagani, progettista della rete extraurbana.
Poco dopo, visti i buoni livelli di traffico, si pensò di prolungare la linea con un tronco da Maslianico a Ponte Chiasso, percorrendo la nuova strada costruita lungo il confine elvetico; tale tratta venne concessa nel 1913 e attivata il 1º maggio dello stesso anno.
Con lo scoppio della prima guerra mondiale e la conseguente chiusura delle frontiere, la linea conobbe un forte calo di traffico; la tratta Maslianico-Ponte Chiasso, divenuta pressoché inutile, venne sospesa, per essere poi riattivata al termine del conflitto, e infine, visto il crollo ormai definitivo del turismo internazionale, definitivamente soppressa nel 1922.
Intorno alla metà degli anni trenta, la progressiva obsolescenza degli impianti e un clima politico non favorevole agli investimenti nei sistemi su rotaia portò la società esercente ad ipotizzare la graduale sostituzione delle tranvie con nuove linee filoviarie, ritenute più confortevoli e di più economica gestione. La tranvia Como-Cernobbio-Maslianico fu la prima dell'intera rete comense ad essere trasformata in filovia; il passaggio avvenne il 18 agosto 1938.

## Caratteristiche
La Como-Cernobbio-Maslianico-Ponte Chiasso era una linea a binario singolo, a scartamento metrico ed elettrificata in corrente continua alla tensione di 550 V; le caratteristiche erano comuni al resto della rete urbana e interurbana.

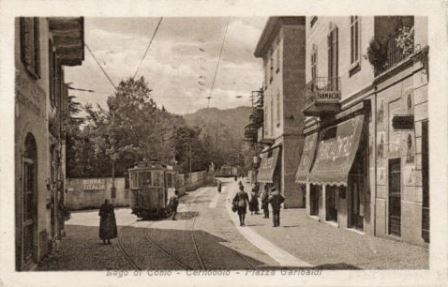
Cernobbio

La tratta extraurbana aveva una lunghezza di 2,914 km da Como (Villa Salazar) a Cernobbio, e di 4,570 km dal bivio posto poco prima di Cernobbio a Ponte Chiasso (via Maslianico); l'ultimo tronco da Maslianico a Ponte Chiasso era lungo 2,067 km.
L'intera linea era armata prevalentemente con rotaie Phoenix da 21,5 kg/m, anche se in alcuni tratti erano in opera rotaie più pesanti da 35,2 kg/m. Il raggio minimo delle curve era di 20 m e la pendenza massima di 44 mm/m; la linea consentiva una velocità massima di 20 km/h, con un rallentamento a 10 km/h sulla passerella in ferro lungo il lago.
Il servizio era svolto con treni composti di due elettromotrici accoppiate a comando multiplo, che venivano separate (e in senso inverso riunite) al bivio posto poco prima di Cernobbio, da dove proseguivano isolate per i due capilinea.

### Percorso
| Unused urban continuation backward |

| Unknown route-map component "uexKBHFe" |

| Unknown route-map component "GRZq" |

| Unknown route-map component "uexKBHFa" |

| Unknown route-map component "uexCONTgq" | Unknown route-map component "uexABZgr" |  |

| Unknown route-map component "uexBHF" |

| Unknown route-map component "uexBHF" |

| Unknown route-map component "uexBHF" |

| Unknown route-map component "uexCONTgq" | Unknown route-map component "uexABZg+r" |  |

| Unknown route-map component "uexBHF" |

| Unknown route-map component "uexKBHFe" |

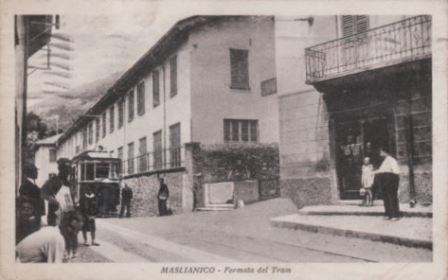
Maslianico

La linea aveva origine a Como nella centralissima piazza Cavour, che all'epoca costituiva il capolinea di numerose linee urbane e interurbane; le vetture seguivano poi il percorso della tranvia urbana per Ponte Chiasso fino a Villa Salazar, dove aveva inizio la linea interurbana propriamente detta.
La linea costeggiava il lago lungo la strada Regina, toccando il centro abitato di Tavernola. Poco oltre il ponte sul Breggia vi era una biforcazione: un ramo proseguiva in linea retta fino al centro di Cernobbio, l'altro virava nettamente verso sinistra, percorrendo la valle del Breggia fino a Maslianico.
Il tronco da Maslianico a Ponte Chiasso, dall'esistenza effimera, varcava nuovamente il Breggia con un ponte in ferro di 22 metri di luce, appositamente costruito, e raggiungeva Ponte Chiasso percorrendo la strada lungo il confine elvetico. A Ponte Chiasso il capolinea, comune con la tranvia urbana proveniente da Como via Monte Olimpino, era posto direttamente prima della barriera confinaria, oltre la quale aveva origine la tranvia per Riva San Vitale.